# Antonie S. Urbanová
Antonie Santholzerová-Urbanová (6. října 1905 Praha – 31. srpna 1987) byla česká akademická sochařka, malířka a spisovatelka.

## Životopis
Některé zdroje uvádějí rok narození 1903. Antonie se provdala za akademického malíře Bohumila Stanislava Urbana (1903) zakladatele Sdružení výtvarníků (dále jen SV), měli dceru Věru.
Vystudovala Uměleckou průmyslovou školu v Praze u profesorů Josefa Mařatky, Bohumila Kafky a Karla Štipla. Za účelem studia navštívila Německo, Jugoslávii a Itálii. Věnovala se převážně drobné plastice, zvláště figurální kompozici. Byla členkou SV v Praze.
Jako spisovatelka psala mj. pro děti a o výtvarných umělcích – Marii Galimberti-Provázkové, Käthe Kollwitzové, Václavu Brožíkovi a Bohumilu Kubištovi. V Praze VII bydlela na adrese Zátory 329. Pohřbená je na Olšanských hřbitovech.

## Dílo

### Plastiky
- Matka a dítě
- Mateřství
- Návrat
- Kojící matka
- Děvče
- Evička
- Tichomořské ostrovy
- Sábanas
- Chudý život: pálená hlína, v=31 cm, signatura vzadu

### Obrazy
- Zátiší s bramboříkem, ovocem a ubrusem: olej na překližce, 60 cm × 48 cm, signován VD, 1950
- Divizna a bodlák, olej na plátně, 100 cm x 100 cm, signován PD, 1952

### Výstavy
- Praha, 1926
- Hradec Králové, 1926
- Soubor malíře Antonína Kalousa a sochařky A. S. Urbanové: XXXVII. výstava SV v Praze: 1931, 18. duben–18. květen, Galerie SV v Praze, Veletržní palác – B. S. Urban
- B. S. Urban: soubor prací: XLV. výstava: galerie Rubešova: duben 1932
- 58. výstava SV v Praze: Jindřich Lenhart, Rudolf Jindřich, A. Kalous – malířské soubory, A. S. Urbanová – sochařský soubor: září 1936, Obecní dům hlavního města Prahy – předmluvu napsali B. S. Urban a Hana Volavková
- Náš voják ve výtvarném umění XIX. a XX. století – [katalog Josef Schránil, B. S. Urban, J. Maxa]. Praha: SV v Praze, Svaz československého důstojnictva, 1938
- 85. výstava SV v Praze: František Charvát, B. S. Urban – malířské soubory, A. S. Urbanová – plastiky, duben 1940 Obecní dům hlavního města Prahy – [Rudolf Jindřich ... ]. Praha: SV, 1940
- Salon Výtvarné dílo v Praze II, Jungmannovo n. 17 pořádá svou 62. výstavu obrazů a soch Ludmily Janské-Durové, Ludmily Jiřincové, Julie Mezerové, A. S. Urbanové, Vilmy Vrbové-Kotrbové, Jarmily Zábranské: 10. března 1949–3. dubna 1949 – [Alžběta Birnbaumová]. Praha: Salon Výtvarné dílo, 1949
- Michal Vojtěch – [A. S. Urbanová, B. S. Urban]. Praha: SV Purkyně, 1949
- Salon Výtvarné dílo – SV Purkyně, Praha II, Jungmannovo náměstí 17 pořádá svou 71. (217.) výstavu A. S. Urbanová: 3. červen 1950–2. červenec 1950 – [Richard Lander]. Praha: 1950

### Próza
- Noční stráže: povídky pro děti – s obrázky Bohumila Stanislava Urbana. Soběslav: Šmíd a spol., 1929
- Příhody dětí a hraček – Louny: Edvard Fastr, 1930
- Za slunných dnů – Louny: E. Fastr, 1930
- Včelky Medunky sláva i pád: příběhy včelí rodiny – kresbami provází Rudolf Mates. Louny: E. Fastr, 1930
- Pohádky naší mamičky – kresby B. S. Urban. Louny: E. Fastr, 1931
- Osvětlená okénka
- Nemluvme o lásce: román: kniha o lidském snažení – Praha: Kvasnička a Hampl, 1940
- Nepravá Venuše: román – Praha: Atlas, 1944
- Soubor prací Marie Galimbertiové: 194. výstava SV Purkyně, 1. září 1949–25. září 1949 – úvodní báseň A. S. Urbanové Skutečnost a obrazy. Praha: SV Purkyně, 1949
- Käthe Kollwitzová – Praha : Státní nakladatelství krásné literatury, hudby a umění, 1956
- Větrné zámky: [první díl trilogie o Václavu Brožíkovi] – Plzeň: Krajské nakladatelství, 1964
- Útěky a návraty: [prostřední díl trilogie o Václavu Brožíkovi] – Plzeň: Západočeské nakladatelství, 1965
- Domov a svět: [závěrečný díl trilogie o Václavu Brožíkovi] – Plzeň: Západočeské nakladatelství, 1968
- Vzkříšení Lazara: Iegenda o životě Bohumila Kubišty – Praha: Melantrich, 1972

### Články
- O Ladislavu Šalounovi, in: Dílo XXX, 1939–1940, s. 68